# Afraflacilla berlandi
Afraflacilla berlandi là một loài nhện trong họ Salticidae.
Loài này thuộc chi Afraflacilla. Afraflacilla berlandi được J. Denis miêu tả năm 1955.